# Прутище
Прути́ще (Прут, Пруд, Прутице) — река в Курской области России, правый приток реки Сейм. Протекает через Курчатовский, Конышевский и Льговский районы. Протяжённость реки — 55 км. Площадь бассейна 611 км.
Основные притоки — реки Котлевка (пр.), Вабля (пр.) и ручей Городьков (пр.). Также имеет 5 притоков длиной менее 10 км.

## Описание
Начинается возле села Ширково. Течёт преимущественно на юго-запад через Троицкое, Запрутье и впадает в реку Сейм, левый приток Десны. В нижнем течении русло изменено системой каналов. Ранее река впадала в Сейм южнее хутора Кирпичный, сейчас участок старого русла (так называемый Старый Прутище) также впадает там через протоку Спрутец, но часть воды отведена через канал Новый Прутище, который впадает западнее села Кудинцево. Населённые пункты вдоль береговой полосы: Журавинка, Полячково, Новые Пруды, Ширково, Новосёловка.
В бассейне реки Прутище были обнаружены поселения римского времени, черняховская круговая керамика разных типов, фибулы и пряжки позднеримского времени, римские динарии.